# Стежки (фільм)
«Стежки» (англ. Tracks) — австралійський драматичний фільм режисера Джона Курана, знятий за однойменним твором австралійської письменниці Робін Девідсон, заснованим на її дев'ятимісячній подорожі через австралійські пустелі.
Фільм було показано у 2013 році на 38-му Міжнародному кінофестивалі у Торонто (спеціальна презентація) та 70-му Венеційському міжнародному кінофестивалі 2013 року (офіційна прем'єра). Австралійська прем'єра фільму відбулася на кінофестивалі в Аделаїді 10 жовтня 2013 року. Фільм також показали на кількох інших кінофестивалях, включаючи Лондон, Ванкувер, Телурид, Дубай, Сідней, Дублін та Глазго.

## Сюжет
У 1977 році Робін Девідсон вирушила з центру австралійського континенту (місто Аліс-Спрингс) у подорож довжиною в 2700 км, через малонаселені райони й пустелі Австралії до берегів Індійського океану, у супроводі собаки Дігіті й чотирьох верблюдів. По дорозі її періодично відвідує фотограф «National Geographic» Рік Смолан, який робив про неї репортажі.

## В ролях
- Міа Васіковська — Робін Девідсон, письменниця, мандрівниця.
  - Ліли Пеарл — Робін Девідсон у дитинстві.
- Адам Драйвер — Рік Смолан, фотограф «National Geographic».
- Роллей Мінтума — містер Едді.
- Брендан Маклін — Пітер.
- Райнер Бок — Курт.
- Джессіка Тові — Дженні.
- Емма Бут — Марґ.

## Номінації
| Нагорода                                                    | Категорія                   | Суб'єкт         | Результат |
| ----------------------------------------------------------- | --------------------------- | --------------- | --------- |
| Премія AACTA (4-та нагорода, 2014)                          | Найкращий фільм             | Іан Каннінґ     | Номінація |
| Премія AACTA (4-та нагорода, 2014)                          | Найкращий фільм             | Еміль Шерман    | Номінація |
| Премія AACTA (4-та нагорода, 2014)                          | Найкраща акторка            | Міа Васіковська | Номінація |
| Премія AACTA (4-та нагорода, 2014)                          | Найкращий оператор          | Менді Вокер     | Номінація |
| Премія AACTA (4-та нагорода, 2014)                          | Найкращий дизайн костюмів   | Маріот Керр     | Номінація |
| Премія AFCA (17-та нагорода)                                | Найкращий фільм             | Іан Каннінґ     | Номінація |
| Премія AFCA (17-та нагорода)                                | Найкращий фільм             | Еміль Шерман    | Номінація |
| Премія AFCA (17-та нагорода)                                | Найкраща акторка            | Міа Васіковська | Номінація |
| Премія AFCA (17-та нагорода)                                | Найкращий оператор          | Менді Вокер     | Номінація |
| APSA (7-ма нагорода, 2013)                                  | Досягнення в кінематографії | Менді Вокер     | Номінація |
| Dublin Film Critics' Circle (2013)                          | Найкраща акторка            | Міа Васіковська | Номінація |
| Кінопремія Готем (2013)                                     | Найкраща акторка            | Міа Васіковська | Номінація |
| San Diego Film Critics Society Awards (19-та нагорда, 2014) | Найкраща акторка            | Міа Васіковська | Номінація |
| Венеційський кінофестиваль (70-й кінофестиваль, 2013)       | Золотий лев                 | Джон Куран      | Номінація |